# Augusta Victoria van Hohenzollern

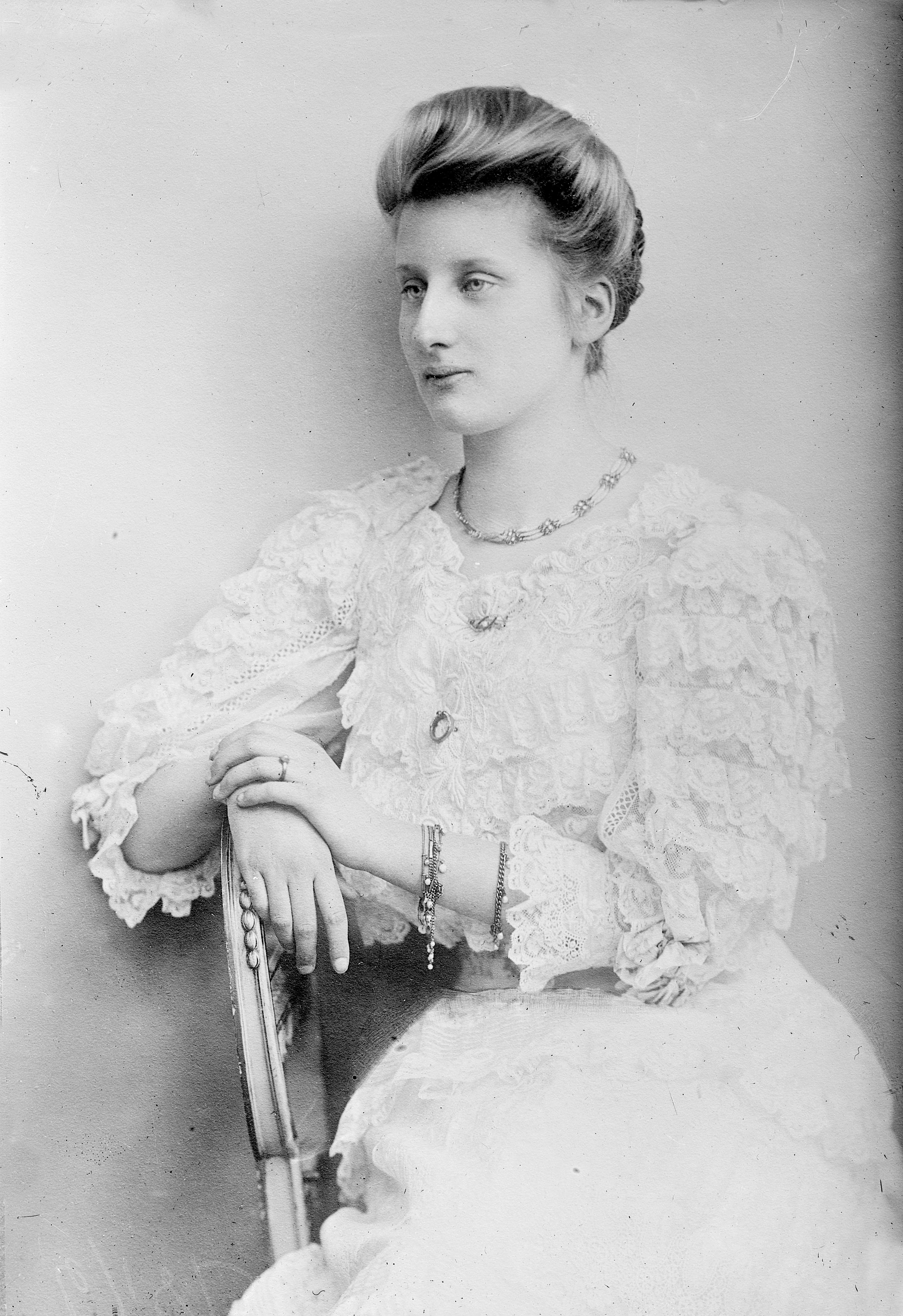
Prinses Augusta Victoria van Hohenzollern-Sigmaringen

Augusta Victoria van Hohenzollern (Potsdam, 19 augustus 1890 — Eigeltingen, 29 augustus 1966) was een Duitse prinses en de echtgenote van de laatste koning van Portugal, Emanuel II.
Zij was de dochter van Willem van Hohenzollern en Maria Theresia van Bourbon, prinses der Beide Siciliën.
Op 4 september 1913 trouwde ze in Sigmaringen met Emanuel. Deze was evenwel al in 1910 afgezet en woonde als banneling in Londen. Om die reden werd Augusta Victoria geen koningin van Portugal. Hun huwelijk bleef kinderloos.
Na de dood van haar man, in 1932, bleef ze in Londen wonen. Ze hertrouwde op 23 april 1939 in Langenstein met de Zweedse edelman Karel Robert Douglas.